# Joshua Meador
Joshua Meador (* 12. März 1911 in Greenwood, Mississippi; † 24. August 1965 in Mendocino, Kalifornien) war ein US-amerikanischer Animator, Spezialeffektkünstler und Maler. Er erhielt 1955 für 20.000 Meilen unter dem Meer den Oscar in der Kategorie Beste visuelle Effekte.

## Leben
Als er sieben Jahre alt war, zog seine Familie von Greenwood nach Columbus, nachdem sein Vater, der bei der Eisenbahn beschäftigt war, dorthin versetzt wurde. Er heiratete im Jahr 1931 seine Jugendliebe Libby. Im selben Jahr begann er, am Art Institute of Chicago zu studieren. Nach dem Abschluss seines Studiums im Jahr 1935 zog er zusammen mit seiner Frau nach Kalifornien, wo er ab 1936 bei den Disney-Studios arbeitete. Kurz darauf übernahm er die Effekte-Abteilung, die zu diesem Zeitpunkt aus nur drei Mitarbeitern bestand. 1937 animierte er in dem Zeichentrickfilm Schneewittchen und die sieben Zwerge die Szene, in der die Hexe im Sturm den Berg besteigt. Seine Abteilung, die bis 1940 auf 64 Mitarbeiter gewachsen war, animierte auch den Klassiker der Filmgeschichte Fantasia.
In den nächsten Jahren folgten Filme wie Bambi, Cinderella und Make Mine Music, bei dem er unter anderem als Regisseur tätig war. 1954 war er zusammen mit seiner Abteilung für die Spezialeffekte in dem Spielfilm 20.000 Meilen unter dem Meer verantwortlich. Für diese Arbeit erhielt er zusammen mit John Hench den Oscar in der Kategorie Beste visuelle Effekte. Er verließ Disney im Jahr 1960, um mehr Zeit für die Malerei zu haben. Er starb im Sommer 1965 an Herzversagen.
Sein Sohn Philip, genannt Phil, arbeitete ebenfalls bei den Disney-Studios im Bereich Spezialeffekte.

## Filmografie
- 1937: Die alte Mühle (The Old Mill)
- 1937: Schneewittchen und die sieben Zwerge (Snow White and the Seven Dwarfs)
- 1938: Wal in Sicht (The Whalers)
- 1939: Goofy und Wilbur (Goofy and Wilbur)
- 1940: Fantasia
- 1940: Pinocchio
- 1941: Dumbo, der fliegende Elefant (Dumbo)
- 1941: Walt Disneys Geheimnisse (The Reluctant Dragon)
- 1942: Bambi (Walt Disney's Bambi)
- 1942: Der Olympiasieger (The Olympic Champ)
- 1942: Drei Caballeros im Sambafieber (Saludos Amigos)
- 1944: Drei Caballeros (The Three Caballeros)
- 1944: Donald Duck und der Gorilla (Donald Duck and the Gorilla)
- 1945: Donalds Verbrechen (Donald's Crime)
- 1946: Make Mine Music
- 1946: Onkel Remus’ Wunderland (Song of the South)
- 1947: Disneys wackere Helden (Fun & Fancy Free)
- 1948: Musik, Tanz und Rhythmus (Melody Time)
- 1948: Pecos Bill
- 1948: So Dear to My Heart
- 1948: Trees
- 1950: Cinderella
- 1951: Alice im Wunderland (Alice in Wonderland)
- 1951: Nature’s Half Acre
- 1952: Water Birds
- 1953: Bear Country
- 1953: Die Wüste lebt (The Living Desert)
- 1953: Peter Pan
- 1953: Prowlers of the Everglades
- 1954: 20.000 Meilen unter dem Meer (20000 Leagues Under the Sea)
- 1954: Wunder der Prärie (The Vanishing Prairie)
- 1954: Siam – Land und Leute (Siam)
- 1955: Davy Crockett, König der Trapper (Davy Crockett: King of the Wild Frontier)
- 1955: Donald Duck Visits Lake Titicaca
- 1955: Geheimnisse der Steppe (The African Lion)
- 1955: Men Against the Arctic
- 1956: Alarm im Weltall (Forbidden Planet)
- 1956: Geheimnisse des Lebens (Secrets of Life)
- 1957: Perris Abenteuer (Perri)
- 1958: Weiße Wildnis (White Wilderness)
- 1959: Das Geheimnis der verwunschenen Höhle (Darby O'Gill and the Little People)
- 1959: Dornröschen (Sleeping Beauty)
- 1959: Mysteries of the Deep
- 1959: Donald in Mathmagic Land
- 1959: Wilde Katzen (Jungle Cat)
- 1960: Islands of the Sea
- 1961: Der fliegende Pauker (The AbsentMinded Professor)
- 1961: Donald and the Wheel
- 1964: The Restless Sea